# Політичне русинство
Неорусинство, або політичне русинство — термін, яким означають сепаратистський рух на терені Закарпатської області України.
На думку словацько-українського фольклоріста Миколи Мушинки, коріння політичного русинства сягає москвофільства (русофільства) другої половини ХІХ ст.

## Період до Другої світової війни
Початком неорусинського руху можна вважати «Верховинську господарську акцію» (1897—1900), одним з ініціаторів якої був Едмунд Еган. За свідченнями угорської україністки М. Маєр, напередодні приїзду на Закарпаття він два тижні інкогніто перебував у Галичині, де зустрічався, як писав, з «вождями русинського руху», в розмовах з якими з'ясував, що вони мають плани об'єднати всіх русинів, які на той час жили в Російській імперії, Галичині, Буковині та Закарпатті. Це було прямою загрозою тогочасним угорським інтересам. Щоб не допустити українство за Карпати, ухвалили детальну програму, спрямовану на відторгнення закарпатських русинів від русинів галицьких і буковинських. Ця програма мала як економічну, так і культурно-освітню частину. Результатом її реалізації стала газета «Недѣля», а також низка філологічних праць Гіядора Стрипського. Євменій Сабов почав пропагувати неорусинство з боку москвофілів.

## Русинство у Східній Європі (з 1988 року)
Прибічники неорусинства, або політичного русинства, зокрема, Євген Жупан, Пол Роберт Магочі, Іван Мигович, М. Завадяк, Іван Поп, ставлячи за мету формування русинської адміністративно-територіальної автономії на Закарпатті, відкидають аргументацію української академічної науки, апелюють до практики визнання русинів окремою національністю в деяких сусідніх з Україною країнах, наполягають на необхідності подібного кроку з боку офіційного Києва.
З кінця 1980-х років з українських громад стали поступово виділятися русинські (в Словаччині, колишній Югославії) та лемківські (в Польщі) організації та громади, які вимагали розвитку власної русинської ідентичності та власного літературного стандарту на базі місцевих діалектів, відмінного від українського літературного стандарту. Їхнім керівним органом став Світовий конгрес русинів. Попри зусилля конгресу, досі не існує єдиного стандарту русинської мови. Попри це, частина русинських організацій до теперішнього часу підтримує зв'язки з українськими громадами, публікує у своїх виданнях частину матеріалів українською мовою, тоді як інша частина — лише діалектами русинської мови, не визнаними в Україні як літературні форми української мови.
З 2005 року в Кишиневі став видаватися журнал "Русин", орган асоціації "Русь". Головним редактором новоствореного журналу став Сергій Суляк - 1963 року народження, історик та журналіст, викладач вузів Молдови (у 2014 році емігрував у Росію), а заступником головного редактора був Петро Шорніков - 1949 року народження, історик, викладач Придністровського університету в Тирасполі. З цим виданням на платній основі стали співпрацювати громадяни України, переважно - історики з Закарпаття та Буковини (детальніше - в наступному розділі). З 2015 року співзасновником журналу "Русин" став Томський державний університет у Росії. 

## Русинство в Україні (з 1989 року)
Рух за визнання карпатських русинів окремою нацією та за надання автономії Закарпатській області виник у 1989—1990 р. з підтримкою тодішнього першого секретаря обкому. Вже 20 лютого 1990 року зареєстрували «Общество подкарпатских русинов».
Пізніше рух поступово розділився на багато дрібних організацій, в яких сформувалися дві течії:
- промосковська (отець Дмитро Сидор та його «Сойм підкарпатських русинів», «Тимчасовий уряд»: В. Мікулін, П. Гецко, І. Туряниця. обласне Товариство імені Духновича), за політичною підтримкою руху так званого «Українського вибору» Віктора Медведчука та політиків проросійської спрямованости, таких як Вадим Колесніченко[9].
- «євроатлантисти», які підтримували Всесвітній конгрес русинів та його лідера Пола Роберта Маґочі, а на виборах — Віктора Ющенка, наприклад, Русинське науково–освітнє товариство, Закарпатське народне об'єднання русинів, Закарпатське обласне науково–культурологічне общество імені А. Духновича, крайове товариство підкарпатських русинів). Політичну підтримку цієї течії приписували братам Балогам[джерело?].

Також є позапартійні діячі русинського руху з України, котрі були зосереджені передусім на пропаганді історичного минулого русинів. Такі діячі, переважно з Росії, України та Молдови, гуртуються довкола створеної в Кишиневі в 2005 році асоціації "Русь", та заснованого нею міжнародного історичнього журналу "Русин", з редакцією також у Кишиневі. 
Зокрема, ужгородський діяч Михайло Алмашій, входив у так званий «Сойм підкарпатських русинів» на чолі з проросійським священником УПЦ МП Дмитром Сидором.
21-24 червня 2007 року Сидор та Михайло Алмашій відвідав у м. Сигет так званий Всесвітній конгрес русинів.
З 2005 року Михайло Алмашій був згаданий, як член редколегії, та помічник головного редактора новоутвореного журналу русинів Республіки Молдова - "Русин".
Починаючи з жовтня 2008 року, на сторінках чергового випуску журналу "Русин" (2008 р., №11-12, Кишинів, Молдова) заступником головного редактора цього часопису, паралельно з Шорниковим, став згадуватися і громадянин України Юрій Данилець з Ужгорода - учень Михайла Алмашія. Як заступник головного редактора, Данилець згадувався до 2012 року включно (востаннє - в журналі "Русин", 2012, №1 (27), Кишинів, Молдова). Про це свідчать списки членів редакції, вихідні дані яких містять скановані копії згаданих номерів журналу на офіційному сайті цього видання.  
Крім Алмашія та Данильця, у складі редколегії журналу згадуються також громадяни України з Чернівецької області: Боднарюк Богдан Михайлович, та Чучко Михайло Костянтинович.
Надалі, в 2013-2014 роках заступником головного редактора знову згадувався Алмашій, а вже у 2015 році заступником головного редактора став росіянин Катунін Дмитро Анатолійович.
З 2015 року співзасновником журналу "Русин" став Томський державний університет у Росії. 

## Сучасна оцінка
На думку професора Любомира Белея:
- антиукраїнська спрямованість неорусинства відповідала і відповідає геополітичним інтересам Росії, Угорщини, Словаччини, Польщі, Румунії, які не були і не є зацікавлені у сильній позиції України в Центральній Європі та прагнуть асимілювати місцеве українське населення[16]
- неорусинським діячам з-за кордону має бути заборонений в'їзд до України як особам, що розпалюють сепаратизм[17]
- [5]
- «у неорусинському русі є просто обдурені особи, які люблять свою говірку, фольклор, прагнуть докопатися до істини, але потрапили в погану компанію, ставши жертвами підступної технології. Але таких небагато. Переважна частина — це особи, які на цьому заробляють»[5]
- «сучасне неорусинство у різних державах має свої особливості. В Україні — це сепаратизм та відокремлення найзахідніших областей, у Словаччині, Угорщині, Польщі, Сербії, Хорватії та Румунії — це міноритарна політика, спрямована на розщеплення місцевої української спільноти та обрубування її зв'язків з Україною…»[16]

На думку Олександра Гавроша:
- «нині закарпатське русинство — це кілька десятків заангажованих людей, часто надміру екзальтованих, які поширюють агресивні заяви та сваряться між собою»[18]
- «творці неорусинства хочуть представити сучасний русинський рух як цілком мирний. […] бо політика «русинів» не цікавить. І треба бути вельми наївним, аби в це повірити. Бо закордонних спонсорів і ляльководів русинства цікавить лише політика. За першим кроком — «визнання четвертого східнослов'янського народу», обов'язково настане другий — «вимога автономії», далі — третій, четвертий, поки це все не закінчиться великою колотнечою в маленькому регіоні. На кшталт, Абхазії чи Придністров'я. Бо власне це і є метою тих, хто оплачує цю «етномузику»» [19].

Український історик і дипломат Харишин Михайло Володимирович охарактеризував "політичне неорусинство", як елемент російської гібридної війни щодо України та країн Східної Європи. .

### Цікаво, що
- Свого часу члени Партії регіонів на чолі з Януковичем закидали Прем'єр-міністру Юлії Тимошенко провокування русинського сепаратизму[21].
- 2008 року священик Московського патріярхату Дмитро Сидор, очільник Сойму підкарпатських русинів проголосив незалежність «Підкарпатської Русі».